# Lorenzo de Roma
Lorenzo de Roma (Huesca, 6 de diciembre de 225 - Roma,  10 de agosto de 258), en latín Laurentius (‘laureado’), fue uno de los siete diáconos regionarios de Roma, ciudad donde fue martirizado en una parrilla el 10 de agosto de 258, cuatro días después del martirio del papa Sixto II.
Su nombre se atestigua en los calendarios litúrgicos más antiguos: la Depositio martyrum del año 354 y el Martirologio jeronimiano del siglo V.
Ambos concretan la ubicación de su sepultura en la vía Tiburtina, y el Martirologio jeronimiano lo califica de «archidiaconus», título que ya antes le había dado San Agustín, quien le dedicó uno de sus sermones (Sermo 302, de Sancto Laurentio). 
Por la misma época, el poeta latino Prudencio le dedicó uno de los himnos de su Peristephanon, y León I el Magno una de sus homilías.
Los estudios de Pietro Guidi ratificaron la concordancia de los antiguos martirologios al reconocer definitivamente en Lorenzo al titular de la necrópolis de la vía Tiburtina, sobre cuyas reliquias se edificó primero una basílica, y a fines del siglo VI otra subterránea ad corpus.
La tradición sitúa el nacimiento de Lorenzo de Roma en Huesca, en la Hispania Tarraconensis, aunque también podría ser originario de Valencia, donde sus padres habrían residido un corto espacio de tiempo, viniendo a nacer el santo en esta ciudad. Cuando en 257 Sixto fue nombrado papa, Lorenzo fue ordenado diácono, razón por la cual oficialmente es el santo patrono de los Diáconos, y fue encargado de administrar los bienes de la Iglesia y el cuidado de los pobres. Por esta labor se le considera uno de los primeros archivistas y tesoreros de la Iglesia, así como el patrón de los bibliotecarios.
El emperador Valeriano proclamó un edicto de persecución en el que prohibía el culto cristiano y las reuniones en los cementerios. Muchos sacerdotes y obispos fueron condenados a muerte, mientras que los cristianos que pertenecían a la nobleza o al senado eran privados de sus bienes y enviados al exilio.
Víctimas de las persecuciones de Valeriano destacan los papas Esteban I, degollado sobre la misma silla pontificia; y Sixto II decapitado el 6 de agosto del 258. Obispos como Cipriano de Cartago (decapitado en el norte de África), diáconos como Agapito, o el popular san Lorenzo.
Una leyenda posiblemente creada por Ambrosio de Milán dice que Lorenzo se encontró con el papa Sixto en el camino de éste al martirio, y que le preguntó: «¿Adónde vas, querido padre, sin tu hijo? ¿Adónde te apresuras, santo padre, sin tu diácono? Nunca antes montaste el altar de sacrificios sin tu sirviente, ¿y ahora deseas hacerlo sin mí?». Entonces el papa profetizó: «En tres días tú me seguirás».

## Lorenzo y la leyenda del santo Grial

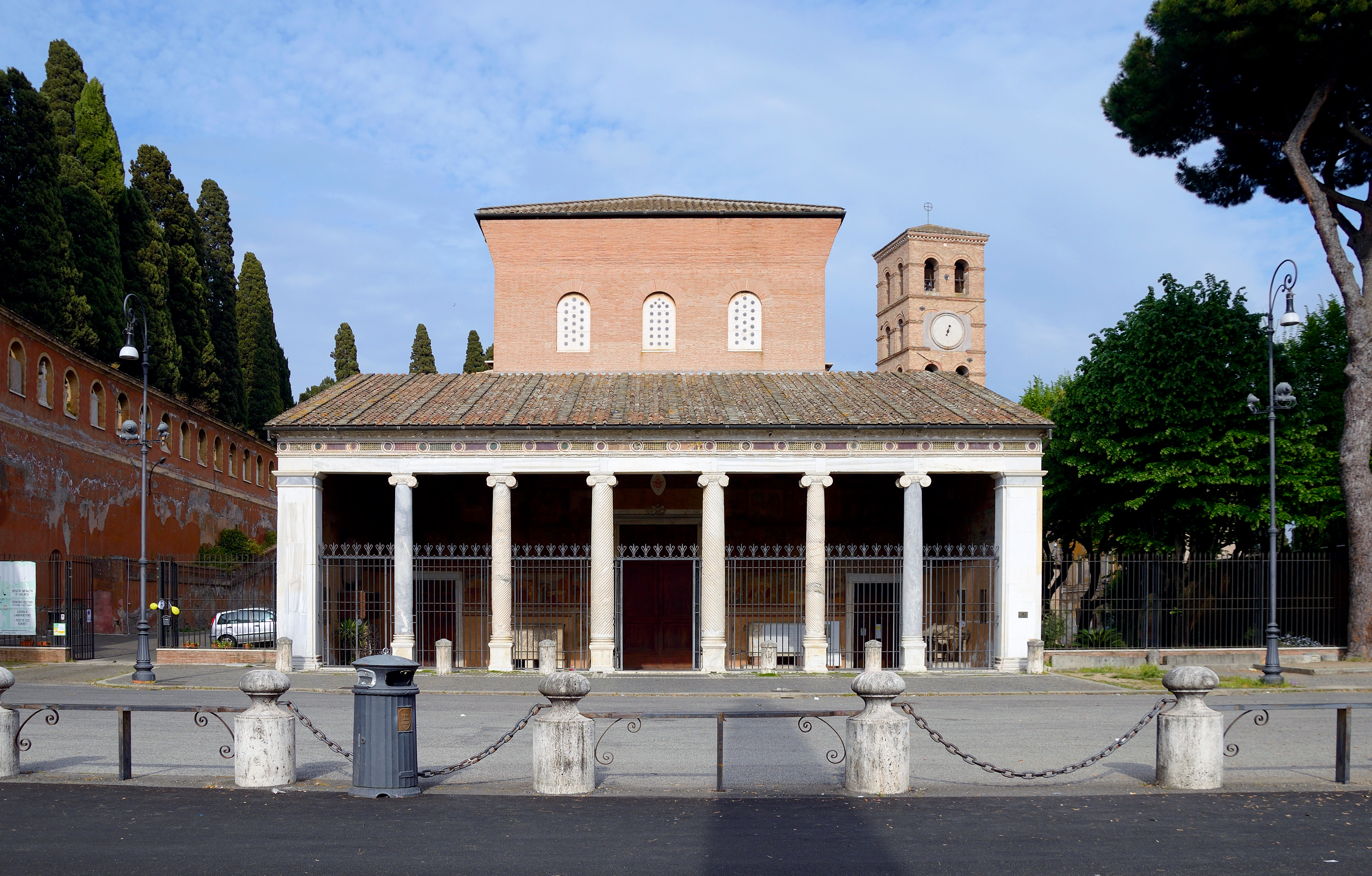
Basílica de San Lorenzo, donde se encuentran los restos del santo

La leyenda dice que entre los tesoros de la Iglesia confiados a Lorenzo se encontraba el Santo Grial (la copa usada por Jesús y los Apóstoles en la Última Cena) y que consiguió enviarlo a Huesca, junto a una carta y un inventario, donde fue escondido y olvidado durante siglos. Los padres de Lorenzo, santos Orencio y Paciencia, sí serían de Huesca, y habrían llegado a la ciudad de Valencia por motivo de las persecuciones.
Según la Vida y martirio de san Lorenzo, texto apócrifo del siglo XVII supuestamente basado en la obra del monje Donato (siglo VI), el papa Sixto II le entregó el Santo Cáliz junto a otras reliquias, para que las pusiera a salvo. En la cueva romana de Hepociana, Lorenzo acudió a una reunión de cristianos presidida por el presbítero Justino. Allí halló a un condiscípulo y compatriota hispano, llamado Precelio, originario de Hippo (la moderna Yepes), en Carpetania, a quien entregó varias reliquias, entre ellas el santo cáliz, con el encargo de que las llevara a la familia que le quedaba en Huesca (sus padres vivían en Roma). Precelio llevó las reliquias a los tíos y primos de Lorenzo en Huesca que las escondieron, perdiéndose la pista, aunque algunas tradiciones afirman que el santo cáliz fue depositado en la iglesia de san Pedro de la localidad, de donde sería puesto a salvo por el obispo Acilso cuando huyó en 711 ante el avance de los musulmanes, para esconderse en los Pirineos.

## Las riquezas de la Iglesia
Aprovechando el reciente asesinato del papa, el alcalde de Roma, que era un pagano muy amigo de conseguir dinero, ordenó a Lorenzo que entregara las riquezas de la Iglesia. Lorenzo entonces pidió tres días para poder recolectarlas y en esos días fue invitando a todos los pobres, lisiados, mendigos, huérfanos, viudas, ancianos, mutilados, ciegos y leprosos que él ayudaba. Al tercer día, compareció ante el prefecto, y le presentó a este los pobres y enfermos que él mismo había congregado y le dijo que esos eran los verdaderos tesoros de la Iglesia. El prefecto entonces le dijo: «Osas burlarte de Roma y del Emperador, y perecerás. Pero no creas que morirás en un instante, lo harás lentamente y soportando el mayor dolor de tu vida».

## Martirio

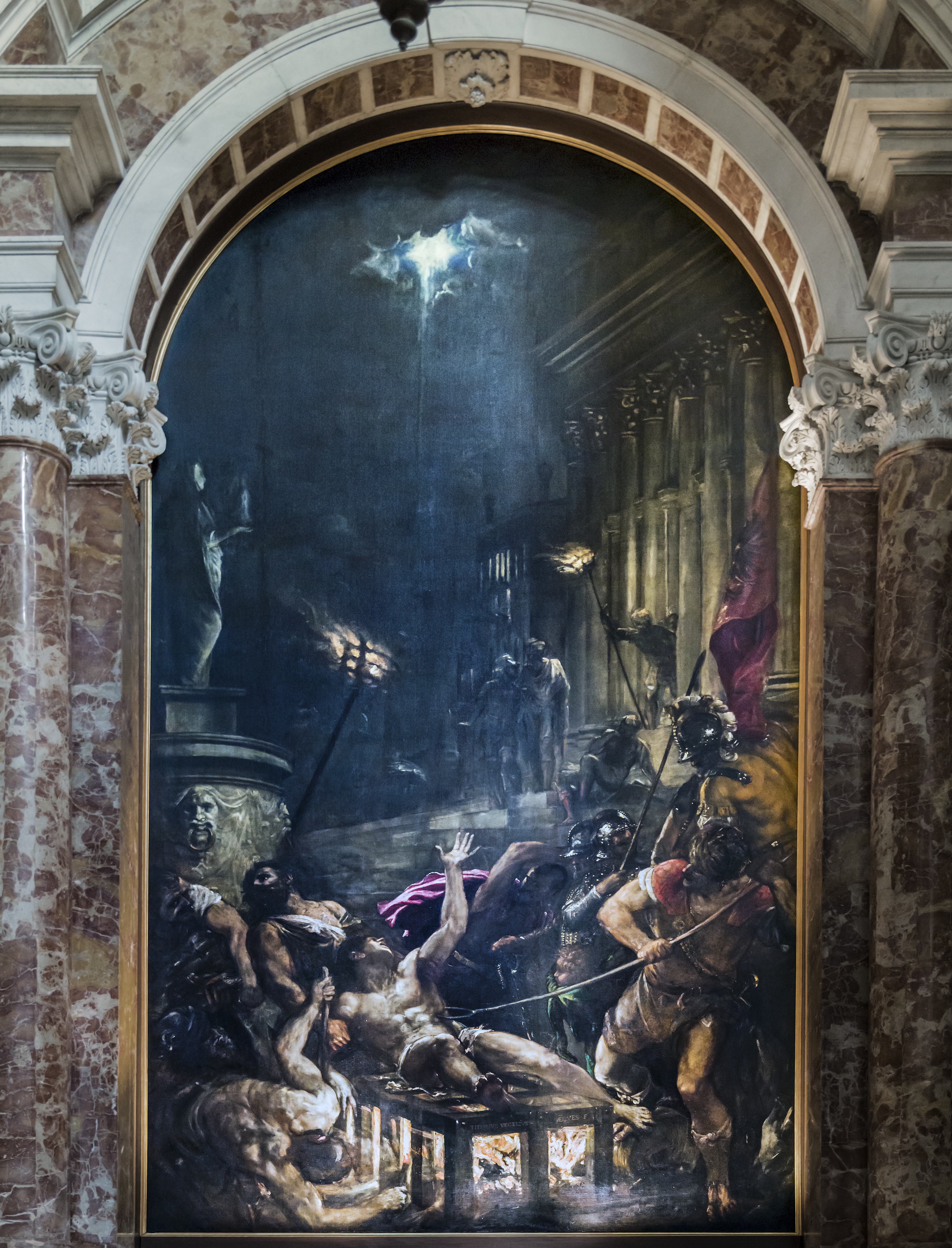
El martirio de san Lorenzo (1558), por Tiziano.

Lorenzo fue quemado vivo en una hoguera, concretamente en una parrilla, cerca del Campo de Verano, en Roma. La leyenda afirma que en medio del martirio, dijo: «Assum est, inqüit, versa et manduca» (traducción: ‘Asado está, parece, gíralo y cómelo’). Su santo se celebra el 10 de agosto, día en el que recibió el martirio.
Lorenzo fue enterrado en la Vía Tiburtina, en las catacumbas de Ciriaca, por Hipólito de Roma y el presbítero Justino. Se dice que Constantino I el Grande mandó construir un pequeño oratorio en honor del mártir, que se convirtió en punto de parada en los itinerarios de peregrinación a las tumbas de los mártires romanos en el siglo VII.
Un siglo más tarde, el papa Dámaso I (366-384) reconstruyó la iglesia, hoy en día conocida como Basilica di San Lorenzo fuori le Mura, mientras que la iglesia de San Lorenzo in Panisperna se alza sobre el lugar de su martirio. En el siglo XII, el papa Pascual II (1099-1118) dijo que la parrilla usada en el martirio fue guardada en la iglesia de San Lorenzo en Lucina.

## Veneración

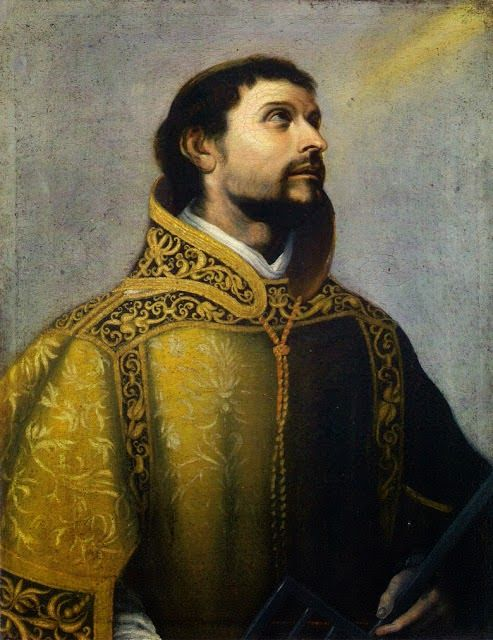
San Lorenzo (83 × 63 cm), obra de Bartolomé Esteban Murillo.

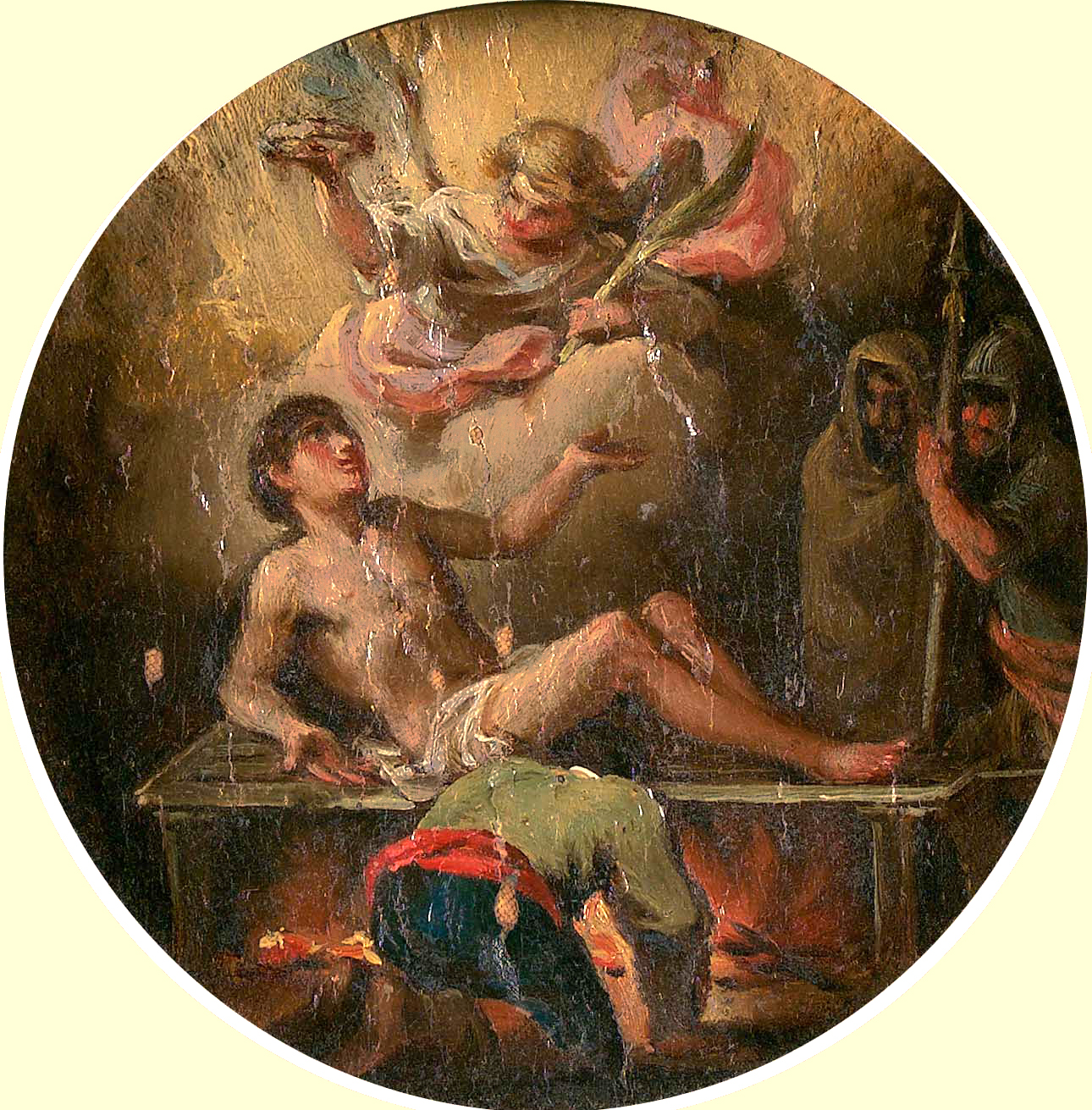
Martirio de San Lorenzo (11 cm de diámetro), obra juvenil de Goya.

Lorenzo es uno de los santos más ampliamente venerados por la Iglesia católica. La representación más común del santo es como un joven imberbe (señal de esa juventud) y con tonsura clerical, de pie, con sus símbolos propios en las manos. Viste alba, y sobre ella la dalmática, prenda propia del diácono. Como atributo general lleva la palma de mártir, y su atributo particular propio es la parrilla, instrumento de su martirio.
Su martirio ocurrió muy temprano en la historia de la Iglesia, por lo cual muchas otras tradiciones cristianas lo honran también.
Lorenzo es el tercer santo patrón de la ciudad de Roma, después de san Pedro y san Pablo. Cada 10 de agosto, en la Ciudad del Vaticano se expone un relicario que contiene la cabeza quemada incorrupta ―que se supone fue cortada por un soldado romano que era católico, para preservar una parte del santo ante la orden romana de destruir su cuerpo― esto hace que San Lorenzo sea uno de los pocos santos incorruptos. 
En la Comunidad de Madrid se encuentra el Monasterio de San Lorenzo de El Escorial, construido por Felipe II para conmemorar la victoria de San Quintín el 10 de agosto de 1557, agradeciéndosela a la intercesión ante Dios del mártir san Lorenzo. Para ello, hizo construir el monasterio con forma de parrilla, por haber sido el instrumento de su martirio (esto se ha demostrado ser un bulo, ya que dicho monasterio no tiene tal forma). El rey mandó reunir en El Escorial un considerable número de reliquias que se encontraban dispersas por todo Europa para su veneración; entre ellas estuvieron la cabeza de San Lorenzo, su pie derecho, varios de sus huesos y restos del lienzo en que fue envuelto y de la parrilla donde fue martirizado. 

En Lima, la isla San Lorenzo recibe su nombre en honor al santo.
Un río de América del Norte debe su nombre a este santo. 
San Lorenzo aparece en el Decamerón (de Giovanni Boccaccio) en el cuento 6.10, donde un fraile utiliza la veneración del santo para escapar de una situación embarazosa.

## Patronazgo
Entre las ciudades y locaciones que tienen a san Lorenzo como santo patrón se cuentan:

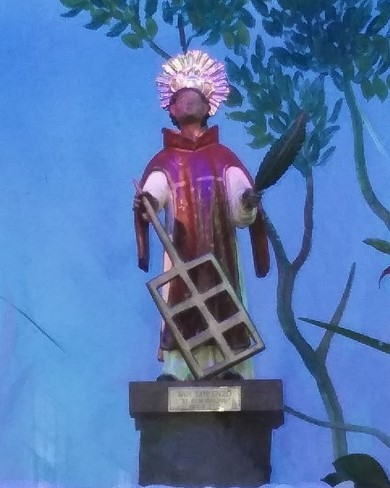
Imagen venerada en el Corregimiento de San Lorenzo (Cauca) en Colombia

- San Lorenzo (Cauca) (Colombia): Su imagen se apareció en 1826 a unos campesinos y alrededor de él se fundó un pueblo que lleva su nombre y que cada 10 de agosto se le celebra su fiesta patronal, a la que acuden fieles de diversas partes de Colombia y Ecuador.
- San Lorenzo Tepaltitlán (Toluca, México): Pueblo perteneciente al municipio de Toluca en México. Se encuentra a 7.8 km de la ciudad capital Toluca en el Estado de México.
- San Llorente del Páramo (España): Pequeña localidad palentina, que como su nombre indica este en un páramo entre las vegas de dos ríos. En este lugar se encuentra un dedo como reliquia del mártir.

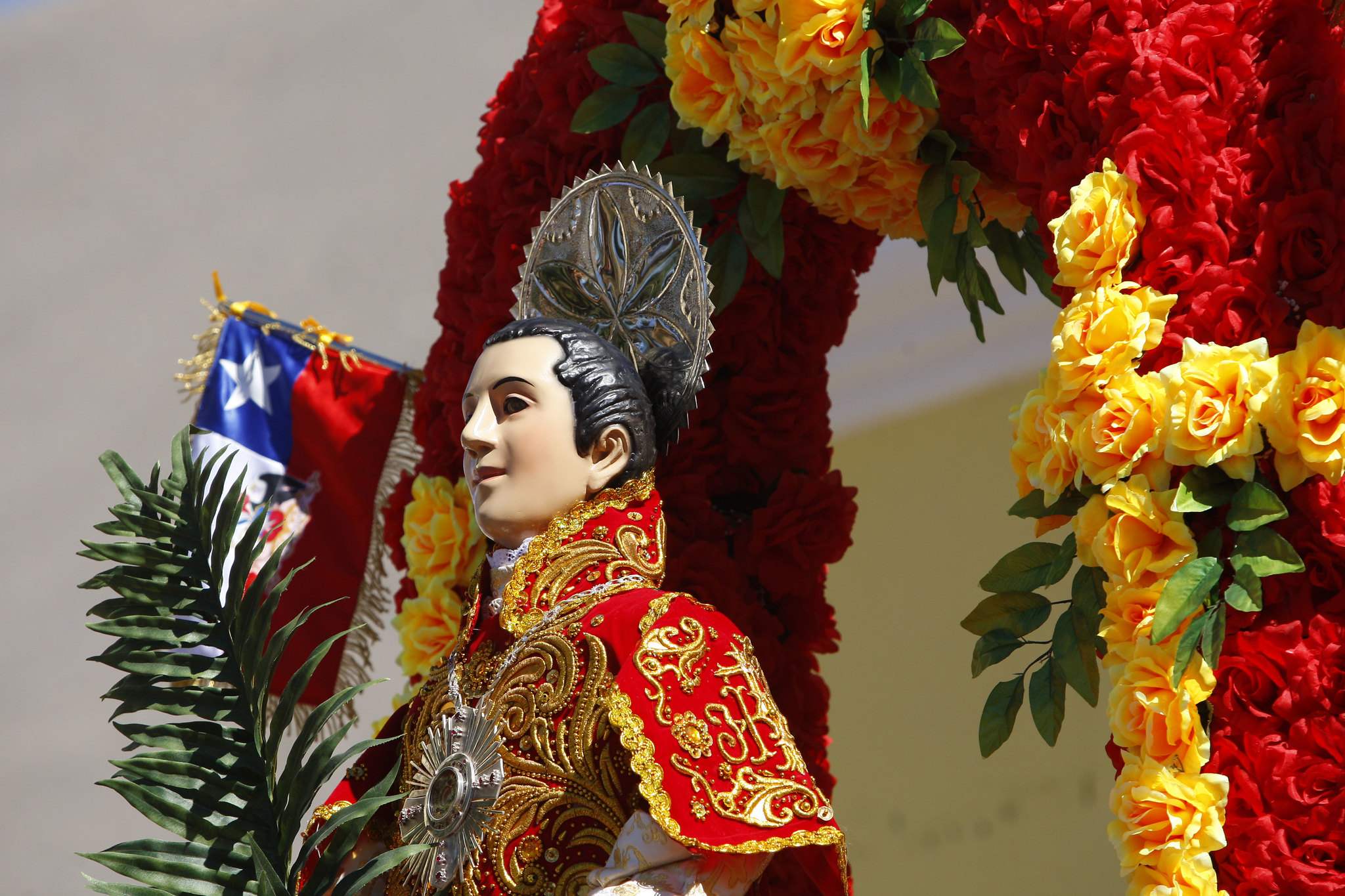
Imagen de San Lorenzo de Tarapacá, venerada cada 10 de Agosto en el pueblo de San Lorenzo de Tarapacá, por miles de peregrinos que acuden al Santuario.

- Imagen de San Lorenzo de Tarapacá, venerada cada 10 de Agosto en el pueblo de San Lorenzo de Tarapacá, por miles de peregrinos que acuden al Santuario.La Rambla (España): ciudad de la provincia de Córdoba, España, distante a 30 kilómetros de la capital, elegido como Santo Patrón de la villa, en el año 1650. Sus fiestas patronales se celebran en su honor del 10 - 12 de agosto.
- Barquisimeto (Venezuela): Parroquia "San Lorenzo Mártir" ubicada en la Urb. Eligio Macías Mujica, al norte de la ciudad de Barquisimeto, estado Lara. (Venezuela).
- San Lorenzo de Tarapacá (Chile): El pueblo de San Lorenzo de Tarapacá se encuentra en la comuna de Huara, al interior de Iquique en la Región de Tarapacá. En el está la iglesia parroquial de San Lorenzo construida en el siglo XVII. Allí se celebra la fiesta patronal cada 10 de agosto. Además, el último fin de semana de abril se celebra la acción de gracias en honor a la reliquia del santo, siendo la única existente en América Latina.
- San Lorenzo (Argentina): ciudad de la provincia de Santa Fe, distante a 30 kilómetros de Rosario, donde se encuentra la iglesia San Lorenzo Mártir, construida en el siglo XIX.
- San Lorenzo (Argentina): ciudad de la provincia de Salta, distante a 10 kilómetros de Salta Capital, donde se encuentra la iglesia San Lorenzo Mártir.
- San Lorenzo (Argentina): Ciudad de la provincia de Corrientes, distante a 80 km de Corrientes Capital. Donde se encuentra la Parroquia al Patrono de la Ciudad.
- Arequito Santa Fe Argentina
- Saucelle, Salamanca (España): patrón de la localidad, se celebran las fiestas en su honor.
- Santa María de Mercadillo, Burgos (España): patrón de la localidad, entre los actos de las fiestas que se celebran en su honor destaca la Procesión con Baile al Santo cuyos danzantes bailan en promesa avanzando de espaldas durante todo el recorrido mirando a la imagen del Santo, con paradas en los distintos barrios.
- Huesca (España): Las Fiestas de San Lorenzo, están dedicadas al patrón de la ciudad, son celebradas del día 9 al 15 de agosto (el día 10 es el homenaje a la muerte de San Lorenzo).
- Muniesa (Teruel)
- Gran Canaria (islas Canarias): en esta isla se encuentra la Parroquia Matriz de San Lorenzo (Las Palmas de Gran Canaria) que celebra sus Fiestas en honor a su patrón del 1 al 15 de agosto. Destacan por el gran espectáculo pirotécnico que se realiza la madrugada del 10 de agosto. Un espectáculo de luz y color que ilumina Las Palmas de Gran Canaria durante 30 minutos y que congrega a 100 000 personas cada año. También destaca la Romería y el Santo Novenario.
- Huepac (Sonora, México): patrón del municipio cuyas fiestas se celebran el 10 de agosto.
- Ezcaray (España): patrón de la localidad, cuyas fiestas se celebran en los días del 9 de agosto en adelante, siendo el día 10 el principal.
- Hoyos: patrón de esta población cacereña, se celebran las fiestas el 10 de agosto.
- Ibahernando (España): Patrón de esta población extremeña, se celebran las fiestas el 10 de agosto.
- San Lorenzo de Calatrava (España): En la localidad se conserva un pequeño hueso de dicho santo como reliquia, la cual se procesiona el día 10 de abril.
- Ciudad Juárez (México): las Fiestas de San Lorenzo, están dedicadas al copatrón de la ciudad, son celebradas del día 8 - 10 de agosto donde asisten miles de personas provenientes de todo México y del sur de Estados Unidos a venerar la imagen que se encuentra en el santuario (el día 10 es el homenaje a la muerte de San Lorenzo).
- San Lorenzo Tezonco (México): el festejo de este pueblo originario de Iztapalapa se recorre al siguiente fin de semana próximo.
- San Lorenzo Cuapiaxtla, Tlaxcala México. Pueblito pequeño donde veneran a San Lorenzo; se celebra su fiesta el 10 de agosto.
- San Lorenzo (Guatemala), municipio del departamento de San Marcos, cuya ciudad principal se llama San Lorenzo.
- San Lorenzo El Cubo, Ciudad Vieja Sacatepéquez. Aldea del municipio de Ciudad Vieja, del departamento de Sacatepéquez, quienes celebran con una feria patronal cada 10 de agosto, la veneración y culto a la histórica y antigua imagen de San Lorenzo ha trascendido a lo largo de los años, considerando a su patrón como un centinela, quien los protegió durante la prevalencia de la guerrilla en dicha aldea.
- San Lorenzo municipio del departamento de Boaco en la República de Nicaragua.
- El Manzano, región de Coquimbo, Chile. Fueron los dominicos quienes introdujeron la veneración de san Lorenzo en Chile; el 10 de agosto de cada año se celebra el «día del minero» en concordancia con la festividad de san Lorenzo, patrono de los mineros.[16]
- San Lorenzo de Tarapacá (Chile): en esta localidad prehispánica se celebra todos los años la fiesta de su santo patrono con una gran afluencia de devotos, principalmente del norte del país, acompañados por los ritmos de las cofradías religiosas de bailarines.[17] (Ver: Festividad de San Lorenzo de Tarapacá).
- Alameda de Cervera (Ciudad Real): pedanía de Alcázar de San Juan que celebra las fiestas en honor a su patrón del 9 al 11 de agosto, siendo el día 10 la fiesta principal.
- Zinacantán, Chiapas (México) Se celebra el 10 de agosto de cada año, es una de las fiestas más coloridas de México, pues los indígenas Tsotsiles (mayas) se visten con trajes de gala para honrarlo en su día, se adorna el altar mayor de la iglesia central con miles de flores multicolores cultivadas y cosechadas en la región, llegan miles de visitantes de diferentes regiones del municipio además de otras etnias de origen mayense de los Altos de Chiapas.
- San Lorenzo (Paraguay): es santo patrono de la ciudad de San Lorenzo, así como de Quiindy (departamento de Paraguarí) y Ñemby. Las fiestas se celebran el 10 de agosto. Es tradición una serenata en la noche del 9 de agosto en la explanada de la Catedral.[18][19][20]
- Vladislavia (Polonia): patrono de la ciudad; se celebran las fiestas el 10 de agosto.
- San Lorenzo de Jipijapa, cantón Jipijapa, provincia de Manabí (Ecuador): se celebran las fiestas el 10 de agosto.
- San Lorenzo del Marañón (Perú): ciudad en la selva peruana donde es patrono de la ciudad del mismo nombre.
- San Lorenzo, Puerto Rico (Estados Unidos):(antiguamente llamado San Miguel de Río Grande) Municipio de Puerto Rico que se encuentra en el sureste de la Isla.
- Yolombó: municipio del nordeste de Antioquia en Colombia, también conocido como San Lorenzo de Yolombó;[21] su fiesta se celebra el 10 de agosto.
- En la Ciudad de Buenos Aires se encuentra el Club Atlético San Lorenzo de Almagro, uno de los 5 clubes grandes de fútbol de Argentina.

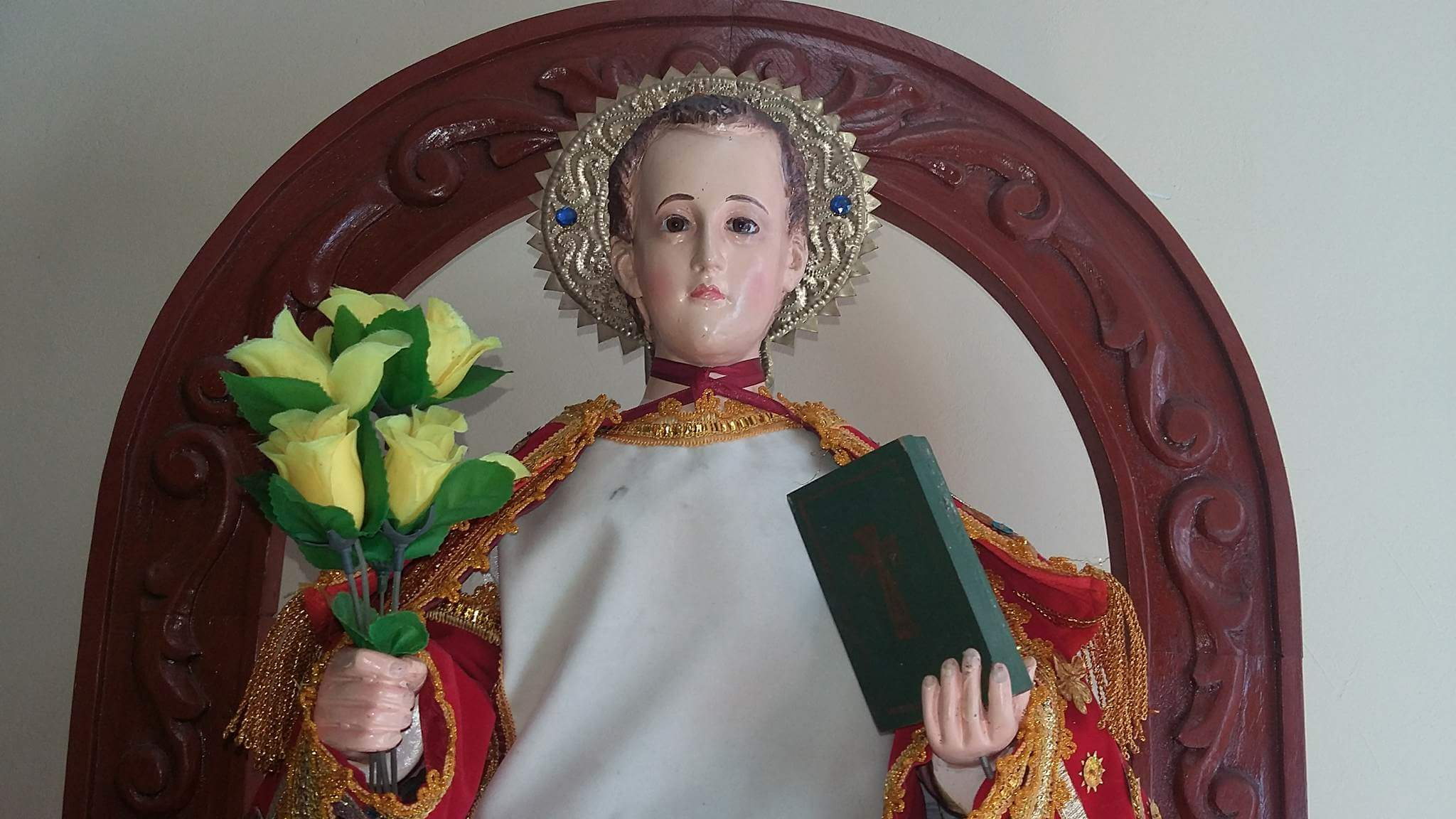
Imagen venerada en la ciudad de Huacho.

- En la ciudad de Huacho, Perú: la festividad se celebra desde 2004 por un grupo de jóvenes devotos de la sagrada imagen.
- El Caño (Panamá): Comunidad ubicada en la provincia de Coclé, es su patrono desde hace más de 50 años.
- Chamilpa, Morelos (México): Comunidad ubicada al norte del Estado de Morelos, en el municipio de Cuernavaca, San Lorenzo Mártir es patrono de este poblado desde hace más de 500 años, el Templo de San Lorenzo Mártir fue Construido en el siglo XVI. Catalogado Decanato 2, igual que los templos de Ocotepec y Ahuatepec, la fiesta patronal de San Lorenzo en Chamilpa es una de las más tradicionales de la entidad, esta se celebra cada 10 de agosto. Para llevar a cabo esta fiesta, el pueblo se organiza y se prepara desde el primer día de ese mes, donde participan los habitantes oriundos del lugar y visitantes de otros poblados.
- Marca (Recuay-Áncash-Perú): Patrón del distrito de Marca, dónde se celebra la fiesta patronal en su honor, comenzado el 08 al 12 de agosto, teniendo como día central el 10 de agosto, finalizando con corrida de toros salvajes, realizada por los visitantes. Además resalta la representación de la captura del Inca por parte de los españoles en tiempo de la conquista. Celebración dónde resalta las costumbres propias de sus moradores.
- Caserío de Cosma, Distrito de Cáceres del Perú, Perú, dónde se celebra la fiesta patronal en su honor, comenzado el 08 al 12 de agosto, teniendo como día central el 10 de agosto.

En otros cultos
- Su nombre figura entre las fechas señaladas del Calendario de Santos Luterano, coincidiendo su celebración con el día 10 de agosto de cada año.

## Referencias

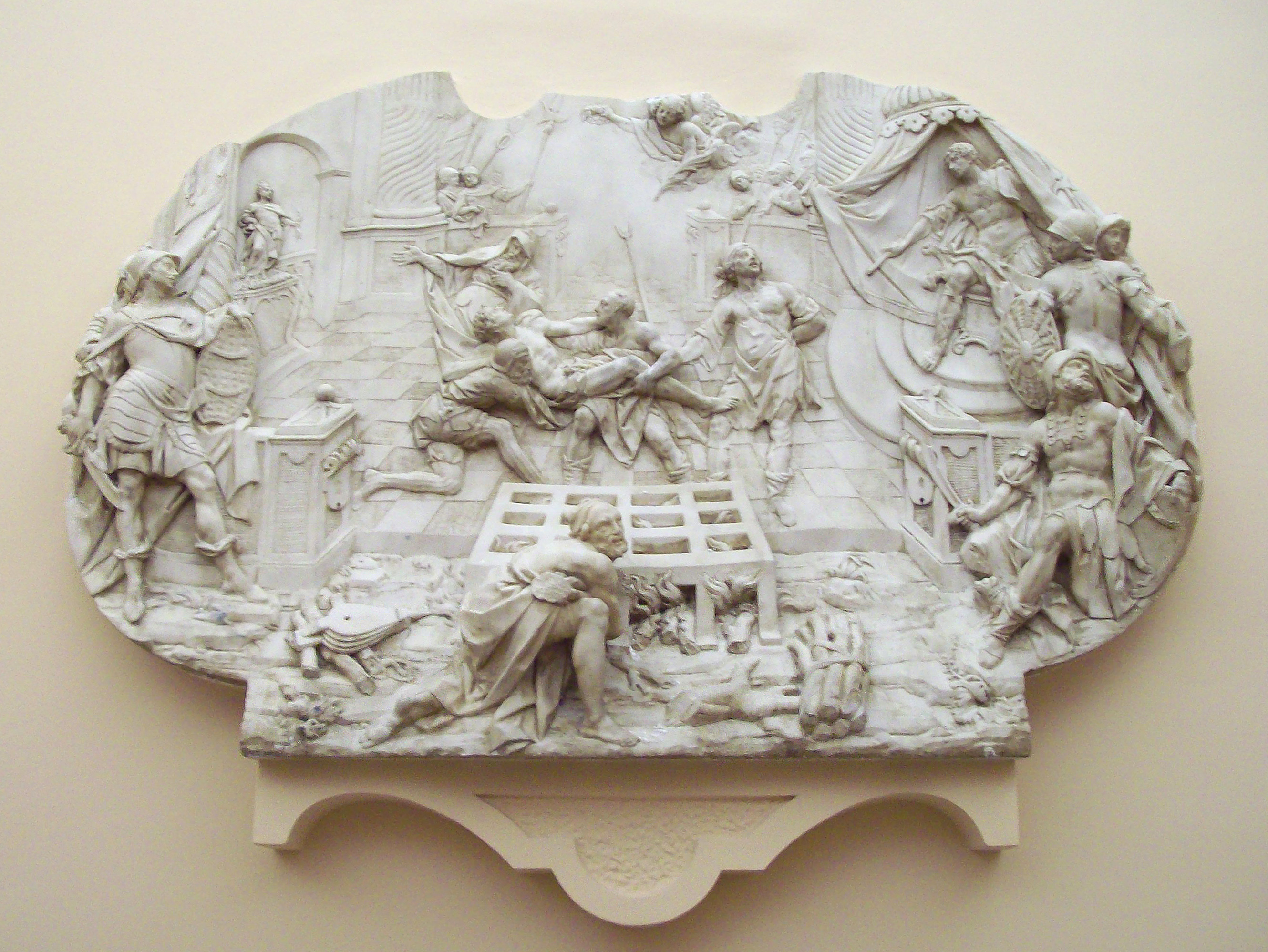
El martirio de San Lorenzo, por J. León (1758, RABASF, Madrid).